# Bádok

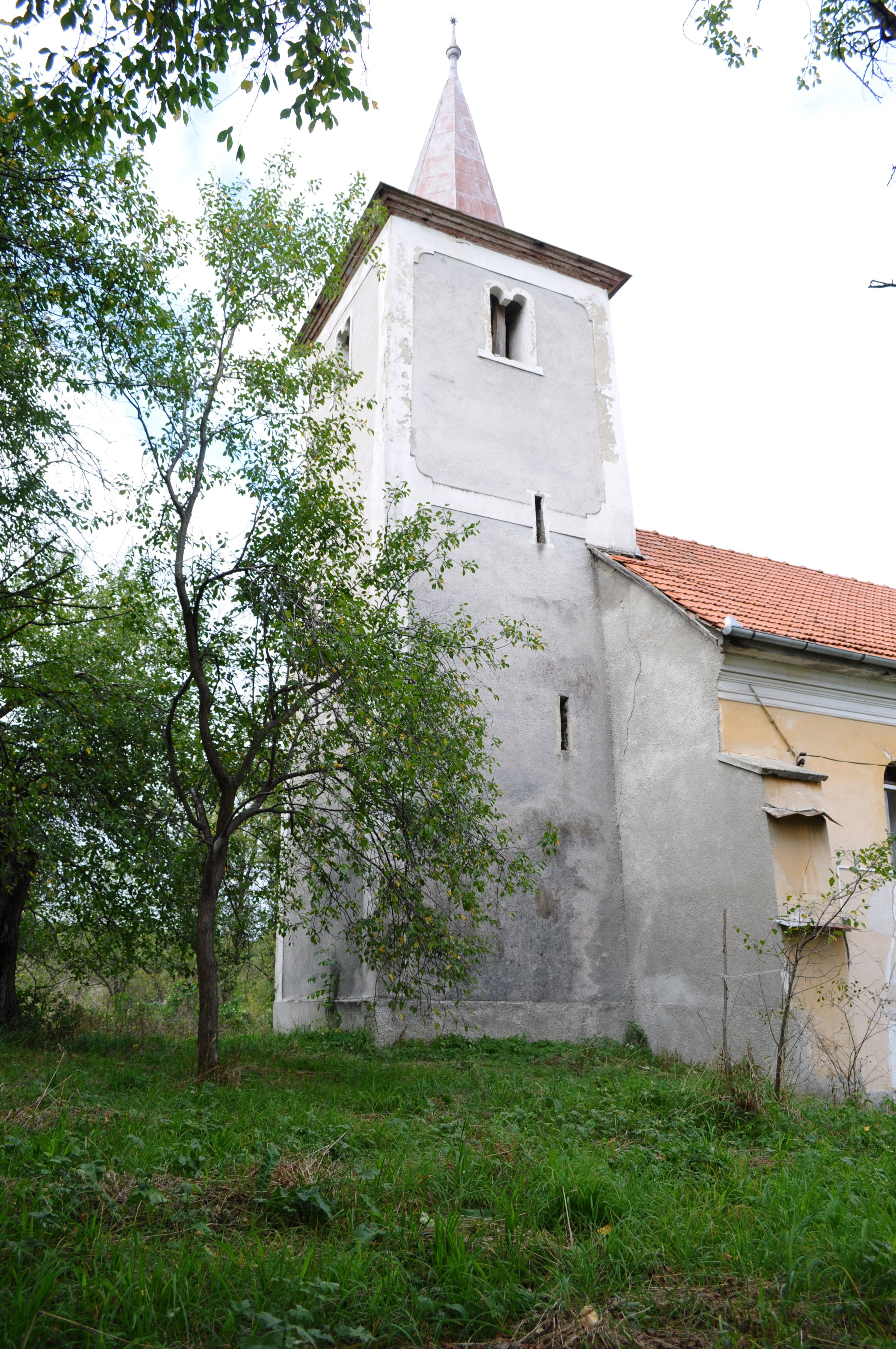
A református templom

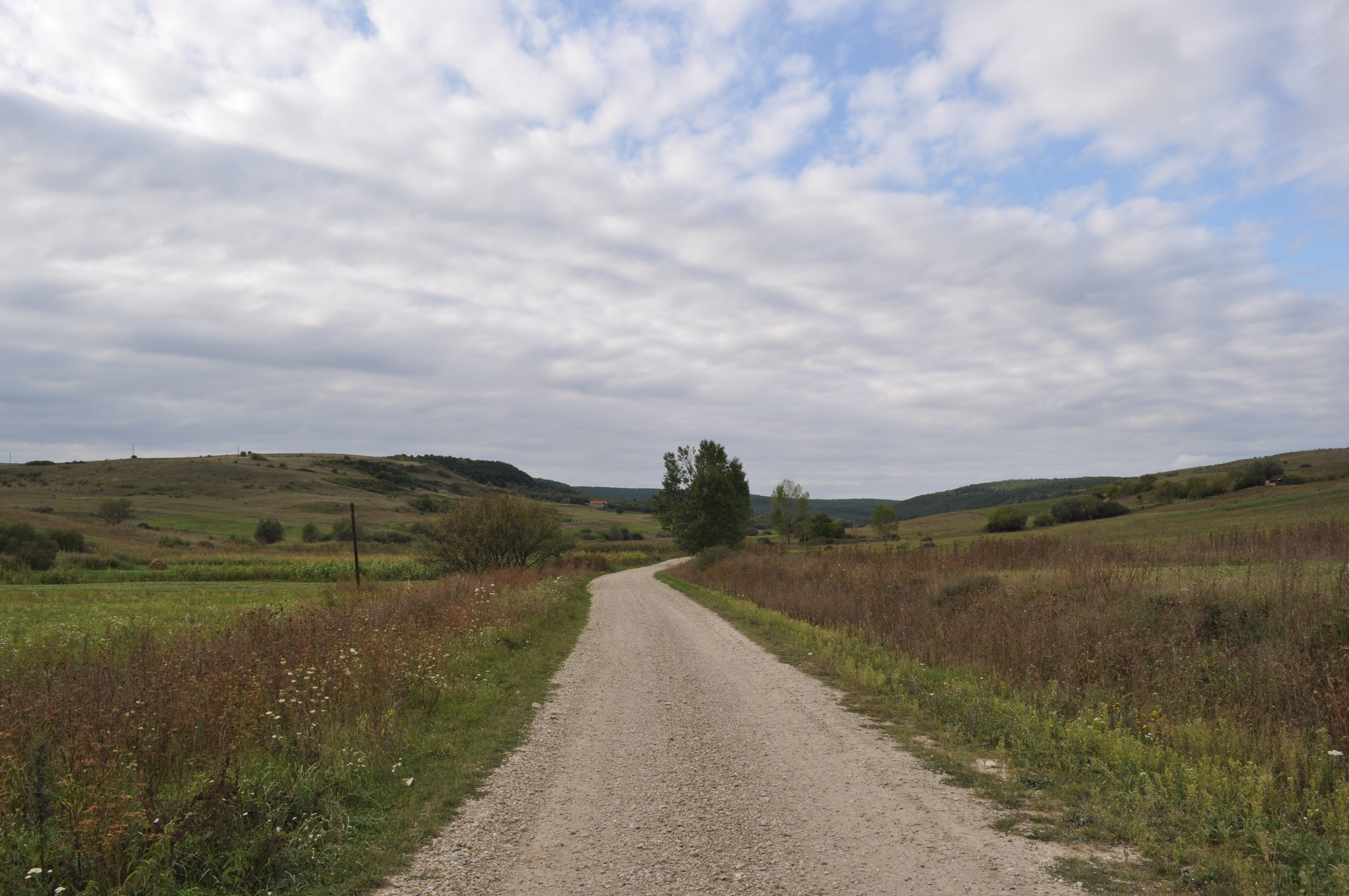
Bádoki táj

Bádok (románul: Bădești, korábban Badoc) falu Romániában, Erdélyben, Kolozs megyében.

## Földrajz
Kolozsvártól 32 kilométerre északra, a Borsa-patak mellékvizének, a Bádoki-patak-nak völgyfejében fekszik. Nyugaton, északon és keleten átlagosan a tengerszint felett 500 méter magas dombok határolják. 1943-ban határából 919 hold volt erdő, 701 szántó, 240 legelő és 182 rét.

## Nevének eredete
Kiss Lajos véleménye szerint német eredetű személynévből keletkezett. Első említése 1306-ból származik, ekkor Baduc néven. További névalakok: Badug (1334), Badok (1430), Badog (1507), Báldog (1716), Badak (1767), Baduk (románul, 1808), Buduk (1831), Bodok és Badocu (1877). Mai román neve hivatalos névadás eredménye.

## Népesség

### A népességszám változása
| 1850 | 474 | 139  |
| 1881 | 511 | 159  |
| 1900 | 546 | 179  |
| 1920 | 555 | 159  |
| 1941 | 672 | 195  |
| 1956 | 552 | n.a. |
| 1966 | 457 | 111  |
| 1976 | 339 | 60   |
| 1992 | 182 | 25   |
| 2002 | 139 | 23   |
| 2011 | 116 | 14   |

### Etnikai és vallási megoszlás
2002-ben 139 lakosából 116 volt román és 23 magyar nemzetiségű; 114 ortodox és 22 református vallású. 1850-ben még 474-en lakták, közülük 278 volt román, 139 magyar és 57 cigány; 315 görögkatolikus, 153 református és hat római katolikus.

## Története
Roska Márton a falu melletti Boroshegyen neolitikumi település maradványait tárta fel. Bádok kezdetben kisnemesi falu volt Doboka vármegyében, az újkorban magyar kisnemesek, román jobbágyaik és zselléreik lakták. A település súlypontja a 18. században tevődhetett át a patak jobb partjára. Itt épültek fel a nemesi kúriák, amelyeket egymástól nemcsak kertek, de erdőrészletek is elválasztottak. Ezeket a facsoportokat 1880 körül kivágták, helyükön árvizes rétek maradtak. Református gyülekezete 1766-ban 48 férfiból és 42 nőből állt. A 18–20. században határában követ termeltek ki, amelyet lakóházak építésére használtak. (1900-ban házainak 55%-a kőből épült.) A Czikó család udvarháza mellé 1810-ben római katolikus házikápolnát építtetett. Nagyobb birtokuk a 19. században a Békéssy, Nagy, Török és Tunyogi-Csapó családoknak volt benne. Általában a Borsa völgye legarchaikusabb, bezárkózó településének számított, bár a magyar kisnemesek viszonylag városias kultúrát képviseltek. 1876-ban csatolták Kolozs vármegyéhez. Református iskoláját 1895-ben államosították. 1943-ban a falu összes macskáját Mihálynak (ill. Mihainak) hívták. Lakosságának többsége a második világháború után a városokba költözött.

## Látnivalók
- Református temploma eredetileg a 13. század második felében épült. Tornya román stílusú, ikerablakos. Belsejének vakolata alól a 2000-es években értékes falfestmények kerültek elő. A hajó északkeleti sarkában, a diadalíven és a négyzetes záródású szentélyben a 14. századi, az itáliai trecento hatása alatt álló freskók a magyarfenesi és marosszentannai falfestményekkel rokoníthatóak. A hajóban egy Madonna látható, továbbá álló szentek csoportja Keresztelő Szent Jánossal, Szent Zsigmonddal és Alexandriai Szent Katalinnal. A diadalívet egykor borító és a falakra is átnyúló Utolsó ítélet-kompozícióból a feltárás eddig négy apostolt hozott napvilágra, Krisztus alakja az átalakítások miatt megsemmisült. A szentélyben a kutatók két apostol ábrázolását bontották ki. Az északi falon egy későbbi, talán a 15. század második feléből való Fájdalmas Krisztus látható, amely a Krisztus-ábrázolások egy a középkori Magyar Királyság területéről máshonnan nem ismert típusát, az ún. Vasárnapi Krisztus-t képviseli. Ezen a Krisztus körül látható és különböző mesterségeket jelképező szerszámok a vasárnap tiltott tevékenységekre hívják föl a figyelmet. A déli hajófalon kívülről késő gótikus, pálcatagos kerettel díszített ajtó nyílik. A templomot 1735-ben jelentősen átépítették, majd a 18. század végén és 1838-ban ismét helyrehozták. Berendezését, karzatát és kazettás mennyezetét 1773-ban id. Umling Lőrinc és fia, Asztalos Umling János készítették.